# Ernest Wanko
Ernest Wanko Fotseu (* 4. April 1934 in Nkongsamba; † 17. März 2015 in Douala) war ein kamerunischer Leichtathlet. Er gewann für Frankreich eine Bronzemedaille im Weitsprung bei Europameisterschaften. Nach der Unabhängigkeit Kameruns wurde er Sportfunktionär.

## Karriere
Wanko trat als Leichtathlet für Frankreich an, da Kamerun erst nach dem Ende seiner sportlichen Karriere selbstständig wurde. Bei den Europameisterschaften 1954 in Bern erreichten 12 von 25 Teilnehmern des Weitsprungwettbewerbs den Vorkampf und die sechs besten des Vorkampfs den Endkampf. Ernest Wanko sprang in der Qualifikation 7,25 Meter. Im Finale erreichte er 7,41 Meter und wurde damit Dritter, drei Zentimeter vor dem Deutschen Günther Jobst.
Wanko studierte in Frankreich und legte 1957 an der ESME Sudria sein Examen zum Diplomingenieur ab. Danach kehrte er als Ingenieur nach Kamerun zurück. Zunächst arbeitete er in Douala in verschiedenen öffentlichen Funktionen, unter anderem als Experte für das Appellationsgericht. Von 1974 bis 1994 war er für die Firma Sonel in Yaounde tätig. Danach wirkte er als Berater für Firmen und Regierung und stand als Technikfachmann für das kamerunische Gerichtswesen zur Verfügung.
Von 1963 bis 1972 war Ernest Wanko Präsident des Comité National Olympique et Sportif du Cameroun, des Nationalen Olympischen Komitees von Kamerun.